# (3864) Søren
(3864) Soren, désignation internationale (3864) Søren, est un astéroïde de la ceinture principale.

## Description
(3864) Soren est un astéroïde de la ceinture principale. Il fut découvert le 6 décembre 1986 à Brorfelde par Poul Jensen. Il présente une orbite caractérisée par un demi-grand axe de 2,60 UA, une excentricité de 0,16 et une inclinaison de 3,0° par rapport à l'écliptique.

## Compléments